# Gakkyū Hōtei
Gakkyū Hōtei (学糾法庭?) è un manga scritto da Nobuaki Enoki e disegnato da Takeshi Obata, pubblicato sulle pagine di Weekly Shōnen Jump dal dicembre 2014 al maggio 2015 e raccolto successivamente in tre volumi per un totale di 24 capitoli. Il manga è una seconda versione di quanto realizzato nel 2012 in due one-shot dallo stesso Nobuaki Enoki, il quale allora si era occupato anche dei disegni..

## Trama
Poiché sempre più problemi piagano il sistema scolastico elementare, viene creato il School Judgment System per arginarlo. Ora gli stessi studenti sono responsabili di risolvere i problemi che li colpiscono.

## Personaggi
- Abaku Inugami (犬神 暴狗?): il protagonista, un ragazzino con i capelli color platino e gli occhiali con la tipica aria da secchione che si rivelerà un ottimo elemento del School Judgment System.
- Tento Anahoshi:studentessa della classe 6-3 della Himawari City's Tenbin Elementary School. Accusata dell'omicidio e della dissezione del pesce domestico Suzuki.
- Pine Hanzuki (判月 鳳梨?)
- Lolimatsu
- Akane Akimoto: insegnante della classe 6-3 della Himawari City's Tenbin Elementary School.